# タクソン
タクソン（taxon、複：タクサ、taxa）とは、生物の分類において、ある分類階級に位置づけられる生物の集合のこと。訳語としては分類群（ぶんるいぐん）という用語が一般的である。taxonomic unit、taxonomical groupと同義。

## 概説
たとえば「棘皮動物門」「哺乳綱」「甲虫目」「キュウリ属」「ミヤコヒキガエル亜種」などがタクソンの例である。タクソンの名は分類学者が記載することで有効となる。
ある生物の集合がタクソンになるかならないかは、分類者の立場によって異なる場合がある。分類体系に諸説がある場合や、その分類群の存在が疑問視される場合などもあるからである。
特に分岐分類学では側系統群をタクソンと認めず、単系統群のみを認めるために、伝統的分類と食い違うことがある。たとえば、「爬虫類に属する種の集合」は進化分類学や表形分類学の立場ではタクソンと認められるが、爬虫類の系統の中に鳥類が入るため単系統ではなく側系統になり、分岐分類学の立場ではタクソンにはならない。この場合、爬虫類・鳥類をまとめて「爬虫・鳥区」として分類する方法がある。
タクソンが認められたとして、それをどの階級に位置づけるかは本質的には任意である。主な生物の階級にはドメイン・界・門・綱・目・科・属・種があるが、あるタクソンをどこに置くかに明確な基準はなく、ほとんどの場合に経験的・伝統的に決められる。また、必要に応じて中間の階級を設定することもある。あるタクソンをまとめる際にはその上位の階級名の頭に「上」や「超」をつけ、下位に細分する場合には「下」、「亜」をつけるのがよく見られる。
実際的にはまず種が認められなければ分類学ではすべては始まらないことになっている。また、種を記載するためには属名と種小名を決めなければならないので、属も決めなければならない。この2つについてもその実在性に疑問の声はあるが、分類学の手続き上はこの2つの階級はその存在が認められていることになる。学名を決める際の規範は並立しており、動物では国際動物命名規約、藻類・菌類と植物では国際藻類・菌類・植物命名規約、原核生物では国際細菌命名規約がその任にある。